# Виборчий округ 54
Виборчий округ 54 — виборчий округ в Донецькій області, який внаслідок збройної агресії на сході України тимчасово перебуває під контролем терористичного угруповання «Донецька народна республіка», а тому вибори в ньому не проводяться. В сучасному вигляді був утворений 28 квітня 2012 постановою ЦВК №82 (до цього моменту існувала інша система виборчих округів). Внаслідок подій 2014 року в цьому окрузі вибори були проведені лише один раз, а саме парламентські вибори 28 жовтня 2012. Станом на 2012 рік окружна виборча комісія цього округу розташовувалась в будівлі Шахтарської міської ради за адресою м. Шахтарськ, вул.Леніна, 4.
До складу округу входять міста Харцизьк і Шахтарськ, а також Шахтарський район. Виборчий округ 54 межує з округом 61 на півдні, з округом 55 на заході, з округом 53 на північному заході, з округом 108 і округом 110 на півночі, з округом 53 і округом 61 на північному сході, з округом 111 на сході та обмежений державним кордоном з Росією на південному сході. Виборчий округ №54 складається з виборчих дільниць під номерами 140538-140565, 141337-141390 та 141392-141432.

## Народні депутати від округу
| Ім'я                            | Фото | Партія          | Скликання | Дата набуття повноважень | Дата припинення повноважень |
| ------------------------------- | ---- | --------------- | --------- | ------------------------ | --------------------------- |
| Лук'янов Владислав Валентинович |      | Партія регіонів | 7-ме      | 12 грудня 2012           | 27 листопада 2014           |

## Результати виборів
Кандидати-мажоритарники:
- Лук'янов Владислав Валентинович (Партія регіонів)
- Волинець Євгеній Валерійович (Комуністична партія України)
- Романченко Олексій Віталійович (УДАР)
- Півень Микола Іванович (Соціалістична партія України)
- Кушніров Олександр Леонідович (Руський блок)
- Подорожко Євген Сергійович (Нова політика)
- Здор Костянтин Семенович (Українська народна партія)